# Zé Vitor
José Jardim Vieira „Zé“ Vitor (* 11. Februar 1982 in Funchal) ist ein ehemaliger Fußballspieler mit portugiesischer Staatsangehörigkeit.
José „Zé“ Vitor startete seine Profikarriere 2005 beim portugiesischen Erstligisten Nacional Funchal, wo er unter anderem mit Diego Benaglio zusammen spielte, dem aktuellen Torhüter der schweizerischen Nationalmannschaft. Seine Laufbahn hatte er in den Jahren zuvor bei Lokalrivale Marítimo Funchal sowie CSD Câmara de Lobos und AD Machico ebenfalls auf seiner Heimatinsel Madeira lanciert.
Im Januar 2008 verließ Zé Vitor Portugal und wechselte zum schweizerischen Erstligisten FC St. Gallen.
Dort erkämpfte er sich in den folgenden Spielen unter Trainer Krassimir Balakow einen Stammplatz in der ersten Mannschaft. Nach 15 Einsätzen und drei Toren in der Rückrunde der Saison 2007/08 stieg er jedoch zusammen mit seinem Team in die Challenge League ab.
Unter Balakows Nachfolger Uli Forte erhielt Zé Vitor im Verlauf der Saison 2008/09 immer weniger Spielzeit. In der Saison 2009/10 war er Stammspieler auf dem rechten Flügel. Er spielte konstant und hatte bei fast jedem Tor des FCSG seine Füße im Spiel.
Seit Juli 2010 spielte Zé Vitor beim zyprischen Erstligisten AEL Limassol. Vor seinem Wechsel hatte er sich mit St. Gallens Trainer Uli Forte überworfen, der seinen Vertrag unter anderem wegen Disziplinlosigkeiten nicht verlängern wollte. Im Sommer 2011 wurde sein Vertrag bei AEL nicht verlängert. Er war ein halbes Jahr ohne Klub, ehe er sich Anfang 2012 Apollon Limassol anschloss. Dort kam er zunächst als Einwechselspieler zum Zuge, wurde aber später zur Stammkraft. Im August 2012 wechselte er zum Veria FC in die griechische Super League. Nach sieben Einsätzen verließ er den Klub Anfang 2013 und kehrte zu Enosis Neon Paralimni nach Zypern zurück.
Im Sommer 2013 schloss sich Zé Vitor União Madeira an, das in der Segunda Liga spielte. Anfang 2014 wechselte er erneut nach Zypern, wo er bis zum Jahr 2016 in der zweiten Liga spielte, ehe er seine Laufbahn beendete.